# Феклисов, Александр Семёнович
Александр Семёнович Феклисов (9 марта 1914, Москва, Российская империя — 26 октября 2007, Москва, Россия) — советский разведчик, сотрудник Первого главного управления КГБ СССР (внешняя разведка). Полковник, кандидат исторических наук. Герой Российской Федерации (1996).

## Биография
Александр Феклисов родился 9 марта 1914 года в Москве, в многодетной семье железнодорожного стрелочника. Семья с пятью детьми жила на зарплату отца и случайные заработки.
Учился в железнодорожной школе, в фабрично-заводском училище при заводе им. Войтовича на слесаря по ремонту вагонов. После окончания ФЗУ недолго был помощником машиниста паровоза. Работал на заводе. В молодости сильно отморозил ухо, частично потерял слух, но с этим недугом жил, работал, служил.
В 1930 году поступил на курсы при Московском учебном комбинате связи, затем — в институт. После окончания в 1939 году Московского института инженеров связи работал на одном из предприятий Москвы, откуда в 1939 году по партийной разнарядке был направлен в органы внешней разведки Главного управления госбезопасности при НКВД СССР. В 1939—1940 годах обучался в Школе особого назначения НКВД.
Дважды находился в длительной командировке в США и один раз в Великобритании. Работал под псевдонимами «Калистрат» в США и «Юджин» в Англии.
В феврале 1941 года прибыл в США для работы в нью-йоркской резидентуре. За 6 лет работы добыл и передал на Родину большое количество секретной информации, преимущественно военного характера, в том числе по электронике, радиолокаторам, реактивной технике, атомной энергии, производственным объектам по изготовлению атомной бомбы. От Юлиуса Розенберга получил рабочие чертежи атомной бомбы, сброшенной американским самолётом 9 августа 1945 года на Нагасаки. По поводу супругов Розенберг писал в вышедшей в 1998 году во Франции книге: «Они работали для нас. Но я не могу сказать, что сведения, которые они передавали, сыграли решающую роль».
В 1947—1950 годах работал в Лондоне заместителем резидента по технической разведке. При этом Феклисов, в частности, поддерживал оперативный контакт с Клаусом Фуксом, от которого была получена важная информация по атомной тематике, в том числе по устройству водородной бомбы. После провала и ареста Фукса в апреле 1950 года Феклисов вернулся в Москву и был назначен заместителем начальника американского отдела Первого Главного управления КГБ СССР (внешняя разведка); с декабря 1955 года по август 1960 — начальником американского отдела.
В 1960—1964 годах под именем Александр Фомин возглавлял главную резидентуру КГБ в Вашингтоне (открытая должность — советник Посольства СССР). Сыграл важную роль в урегулировании Карибского кризиса 1962 года, действуя в качестве неофициального посредника на начальном этапе переговоров между правительствами СССР и США (с американской стороны таким каналом был вашингтонский дипломатический корреспондент Джон Скали).
Предпосылкой к возникновению кризиса стало предложение советского военного руководства предпринять адекватные действия в ответ на размещение американских ракет в Турции: разместить советские ядерные ракеты у побережья США; наиболее подходящим местом при этом был остров Куба. В целесообразности такой меры военные убедили Никиту Хрущёва, а глава Республики Куба Фидель Кастро дал своё согласие на размещение ракет.
Операция Министерства обороны СССР по размещению на Кубе советских ракет с атомными боевыми головными частями проводилась под грифом «совершенно секретно». Секретность обеспечивалась по линии КГБ. Министерство иностранных дел о проведении операции не извещалось во избежание утечки информации. Ни посол СССР, ни советский военный атташе в Вашингтоне не знали о проводимой операции. Таким образом, создалась критическая ситуация, когда официальный дипломатический канал между СССР и США перестал выполнять свою функцию. Принятый в Белом доме 22 октября 1962 года министр иностранных дел СССР Андрей Громыко в беседе с президентом США Джоном Кеннеди отрицал наличие у советского руководства агрессивных планов на Кубе, близ Флориды у побережья Америки. Президент США, в свою очередь, располагал неопровержимыми данными своей разведки о присутствии советского ядерного оружия на острове (14 октября 1962 года американский самолёт-разведчик «U-2» заснял спешно строившиеся на Кубе пусковые площадки для баллистических ракет Р-12).
Американские военные настаивали на нанесении превентивного удара по острову Куба. Мир оказался на грани атомной войны.
В это время Феклисов встретился со Скали. 22 октября тележурналист, который был лично знаком с братьями Кеннеди и знал, что Феклисов — советский резидент, пригласил его на завтрак в ресторан «Оксидентал». Тогда разговора не получилось, но 26 октября уже Феклисов пригласил американца на ланч и экспромтом, без согласования с руководством, заявил, что в случае вторжения американцев на Кубу СССР может нанести ответный удар по американским войскам в Западном Берлине. Скали срочно известил Белый дом о своём разговоре, а спустя несколько часов во время новой встречи с Феклисовым передал ему предложения руководства Соединённых Штатов по урегулированию кризиса: удаление советских ракет с Кубы в обмен на снятие блокады с острова и публичный отказ от вторжения. Так по линии КГБ через Феклисова был восстановлен канал связи Вашингтона с Москвой; в истории это событие получило название «Канал Скали — Фомин». Эскалацию военных действий удалось предотвратить. Джон Кеннеди и Никита Хрущёв достигли компромисса. СССР убрал свои ядерные ракеты с Кубы, США — несколько позднее — вывели свои ракеты с территории Турции. «Карибский кризис» был преодолён.
После возвращения из Вашингтона в 1964 году работал в Краснознамённом институте КГБ при Совете министров СССР. С 1974 года — в отставке (всего проработал в разведке 35 лет, из которых — 15 лет за границей).
Был женат, имел двух дочерей. Дочь Наталья Асатур — автор воспоминаний об отце.
Скончался на 94-м году жизни 26 октября 2007 года. Похоронен в Москве на Троекуровском кладбище.

## Награды
- Медаль «Золотая Звезда»
- Орден Ленина
- Орден Отечественной войны 2-й степени
- два ордена Трудового Красного Знамени
- два ордена Красной Звезды
- Орден «Знак Почёта»
- медали
- знак «Почётный сотрудник Службы внешней разведки»
- Герой Российской Федерации (1996)

## Сочинения
- Феклисов А. С. За океаном и на острове: Записки разведчика. — М.: ДЭМ, 1994. — 277 с. — (О разведке и шпионаже из первых рук). — 40 000 экз. — ISBN 5-85207-055-6.
- Феклисов А. С. Признание разведчика. — М.: ОЛМА-ПРЕСС; ЛГ Информэйшн Груп, 1999. — 477 с. — (Миссия). — 11 000 экз. — ISBN 5-224-00631-7.
- Феклисов А. С. Кеннеди и советская агентура. — М.: Эксмо; Алгоритм, 2011. — 304 с. — ISBN 978-5-699-46002-1.
- Феклисов А. С. Подвиг Клауса Фукса. // Военно-исторический журнал. — 1990. — № 12. — С.22-29.; 1991. — № 1. — С.34-43.

- Feklisov Al. The Man Behind the Rosenbergs: Memoirs of the KGB Spymaster Who Also Controlled Klaus Fuchs and Helped Resolve the Cuban Missile Crisis. — New York: Enigma Books, 2001. ISBN 1-929631-08-1

## Память
В 2021 году в Московском техническом университете связи и информатики установлен бюст А. Феклисову, выпускнику 1939 года тогдашнего института связи.